# 4702 Berounka
4702 Berounka è un asteroide della fascia principale. Scoperto nel 1987, presenta un'orbita caratterizzata da un semiasse maggiore pari a 2,7929217 UA e da un'eccentricità di 0,0929992, inclinata di 9,34962° rispetto all'eclittica.